# MGS Seguros
MGS Seguros es una compañía de seguros española, fundada el 3 de mayo de 1907, con sede social en Zaragoza y con oficinas repartidas por toda España. Su denominación social es MGS, Seguros y Reaseguros S.A. Desde diciembre de 2016 Heliodoro Sánchez Rus es el presidente de la compañía. Promueve, como entidad, su compromiso de contribuir a la estabilidad y desarrollo de la sociedad a través de la generación de productos y servicios aseguradores de calidad, con la intención de permanecer en el tiempo como gran aseguradora.

## Productos
Con ámbito territorial de actuación nacional, es una empresa multirramo con servicios integrales cuyos productos abarcan tanto los seguros para particulares como los seguros para empresas. Entre los primeros, cubren Accidentes, Ahorro y Jubilación, Automóviles, Decesos, Comunidades, Hogar, Inversión, Ocio y Deportes, Salud, Vida Riesgo, Mascotas, Movilidad Personal y Viajes; en cuanto a seguros para empresas tienen, entre otros, Accidentes, Agrarios, Automóviles, Comercio, Construcción, Hotel, PYME, Responsabilidad Civil, Tecnológicos, Transportistas, Vida Riesgo y Ciberseguridad.

## Datos económicos e información societaria
MGS, obtuvo, en el ejercicio 2023, un beneficio, después de impuestos, de 19,8 millones de euros, superior en un 4,21 % al registrado en el año anterior. Los datos se dieron a conocer durante la celebración de su Junta General Ordinaria 2024, que tuvo lugar en sus oficinas en Barcelona y que fue presidida por D. Heliodoro Sánchez Rus, Presidente de la aseguradora.
Con crecimientos superiores al 6 % en las tres grandes líneas de negocio, la cartera de primas de MGS Seguros alcanzó, a cierre del ejercicio, los 397,7 millones de euros, lo que supone un aumento del 12,2 % con relación al ejercicio anterior. Además, la aseguradora cerró el año con un total de 432.414 clientes y 726.227 pólizas en vigor.
La ratio de solvencia, por su parte, continúa posicionándose por encima del importe exigido por la normativa Solvencia II: en concreto se sitúa en un 279 % del importe mínimo requerido.
El Grupo MGS está formado por 5 entidades:
- MGS, Seguros y Reaseguros, S.A.
- MGS, Servicios para Seniors S.A.
- Ríosol Residencial, S.L.U.
- Gerontocat, S.L.U. (Centro Asistencial Geriátrico Benviure)
- Explogeron, S.L.U
- Gestión de Inmuebles de la Tercera Edad, S.L.U.

Entidades asociadas a MGS: 
- GESNORTE, S.A.
- Ackcent Cybersecurity, S.L.

Entidades integradas a MGS:
- Mutua de Seguros de Aragón
- Mutua Comercial Aragonesa
- Mutualidad Palentina de Seguros
- Mutualidad Ibérica de Seguros
- Mutua Salmantina de Seguros
- M.A.R.I.S.M.A.
- Seguros de Mutuos de Ávila
- Mutua Montañesa de Seguros
- Mutua Unión Gremial Valentina
- Mutua Extremeña de Seguros
- MESAI
- Antigua Sociedad de Seguros Mutuos de Madrid
- Mutua Lleidatana
- Euromutua

## Plantilla y red de distribución
La entidad dispone de una plantilla formada por más de 400 personas, distribuidas en los diferentes centros de trabajo: Sede Central, Direcciones Territoriales, Centros de Prestaciones y Sucursales.
A nivel comercial MGS cuenta con una gran implantación en el territorio nacional, con más de 1.200 mediadores y más de 450 puntos de venta distribuidos por España. Distribuye sus productos aseguradores a través de agentes profesionales. Dentro de la mediación cuenta con agentes exclusivos, personas físicas o jurídicas que únicamente distribuyen productos de la compañía; así como con corredores de seguros, profesionales independientes que trabajan para varias aseguradoras. 

## MGS Seniors
La entidad aseguradora ha creado la marca MGS Seniors, dirigida a proporcionar servicios adecuados a las necesidades de la población de edad avanzada. Para este nuevo escenario de actividad, MGS ha adquirido varios centros residenciales dirigidos a personas mayores: el Centro Asistencial Geriátrico Benviure en San Baudilio de Llobregat, la residencia Ríosol en Valladolid, la residencia Allegra en Sabadell, y Arturo Soria y Torrejón de Ardoz en la Comunidad de Madrid. Además, han adquirido edificios en espacios estratégicos de grandes ciudades como Madrid y Barcelona para convertirlos en futuras residencias.

## Historia

### 1907
MGS nace como Mutua General de Seguros el 3 de mayo de 1907 fruto de la iniciativa de varios empresarios textiles ante la creación, en 1900, de la Ley de Accidentes de Trabajo, conocida como Ley Dato; la primera disposición que se dictó en España regulando el accidente de trabajo y creando el seguro para el mismo.
La Mutua se crea en Barcelona, pero rápidamente expande su influencia por la cuenca del río Llobregat y, posteriormente, por toda Cataluña, Aragón y, finalmente, por el resto de España, ocupando posiciones líderes en seguros de accidentes hasta los años 60.

### 1923
Mutua General de Seguros inicia las actividades en el seguro privado.

### 1969
El sistema sanitario español, cada vez más potente, hace que se llegue a la nacionalización de los seguros de accidentes de trabajo. La compañía se tiene que dividir en dos sociedades por imperativo legal: Mutua General de Seguros y Mutua Patronal de Accidentes de Trabajo nº10, que años más tarde se convierte en Mutua Universal.
Mutua General de Seguros tiene que continuar su andadura partiendo de una posición mucho más modesta que la ostentada hasta ese momento, generando una nueva estructura y poniendo los pilares de su propia red de vendedores y empleados.

### 1978
La compañía traslada su sede central a un nuevo edificio situado en la Avda. Diagonal 543 de Barcelona, donde permanece actualmente.

### 1999 - 2012
Mutua General de Seguros inicia un proceso de absorciones y fusiones que terminará con la transformación societaria de la entidad en el año 2012, convirtiéndose en Sociedad Anónima y cambiando su nombre a MGS, Seguros y Reaseguros S.A. En este periodo cabe destacar las absorciones de la Antigua Sociedad de Seguros Mutuos de Madrid y de Mutua Lleidatana, en los años 1999 y 2000, respectivamente, y la fusión con Euromutua, en 2009. 
En 2007, con motivo de su centenario, se establece una nueva imagen corporativa. 

### 2013
Nace la marca registrada de MGS Seguros y Reaseguros S.A, Onyx Seguros, creada para abordar el nuevo escenario de ventas de seguros de distribución masiva a través de la Red y que facilita la contratación de productos básicos, como el seguro de Automóviles o de Hogar y otros complementarios en el ámbito de la salud y los seguros de Vida.

### 2016
MGS Seguros inicia actividades de patrocinio a nivel institucional. Este año colaboró con el Comité Paralímpico Español en los Juegos Olímpicos de Río de Janeiro.

### 2017
Se crea la nueva marca MGS Seniors con el fin ampliar la actividad de la compañía hacia un nuevo sector. Esta marca reúne las iniciativas de promoción y gestión de centros residenciales que proporcionan servicios de elevada calidad a personas de edad avanzada.
En octubre de 2017, la empresa trasladó su sede social de Barcelona a Zaragoza por la incertidumbre generada por el proceso soberanista catalán.

### 2018 - 2019
MGS Seguros refuerza su perfil innovador y desarrolla Autoguardián, un dispositivo de seguridad que ha recibido distintos premios de carácter tecnológico como el mejor desarrollo de innovación tecnológica en detección de accidentes, otorgado en los Premios Tecnología e Innovación 2018 del periódico La Razón, o el mejor dispositivo para el automóvil otorgado por la revista Gadget en 2017. 
Además, también crea MGS App, una nueva vía de comunicación y servicio con sus clientes que desde su lanzamiento en 2015 se ha mantenido en la cabeza del ranking de mejor app del sector asegurador elaborado por Innovación Aseguradora.
Con el objetivo de profundizar en el perfil innovador de la marca, en 2019 se lanza un nuevo producto, MGS Ciberseguridad, para proporcionar a las pymes una solución integral de protección ante las amenazas que presentan Internet y las tecnologías.

## Red de distribución
MGS distribuye sus productos aseguradores, prácticamente al 100 % a través de mediadores, figura clave en la distribución de productos de MGS. Dentro de la mediación cuenta con agentes exclusivos, personas físicas o jurídicas que únicamente distribuyen productos de esa compañía; así como por los corredores de seguros, profesionales independientes que trabajan para varias aseguradoras. MGS cuenta con una gran implantación en el territorio nacional, con unos 1.700 mediadores y 65 sucursales distribuidas por España.

## Fundación MGS
La Fundación MGS tiene por objeto la promoción y financiación, siempre sin ánimo de lucro, en relación con el seguro, de actividades sociales, educativas, culturales, científicas y de investigación en el ámbito del conocimiento técnico, financiero, económico y jurídico. Desde su creación, en el año 2006, se vehiculan a través de ella la mayor parte de iniciativas dirigidas a dar soporte a la cultura, el deporte y, en general, a dar apoyo al conjunto de la sociedad.

## Otras marcas de MGS

### Onyx Seguros
Onyx Seguros es una marca registrada de MGS, Seguros y Reaseguros S.A. Nace en 2013 con el objetivo de comercializar productos aseguradores a través de Internet. Cede parte del importe de las pólizas contratadas a organizaciones solidarias, como la Fundació Isidre Esteve.